# Haramain-hogesnelheidslijn

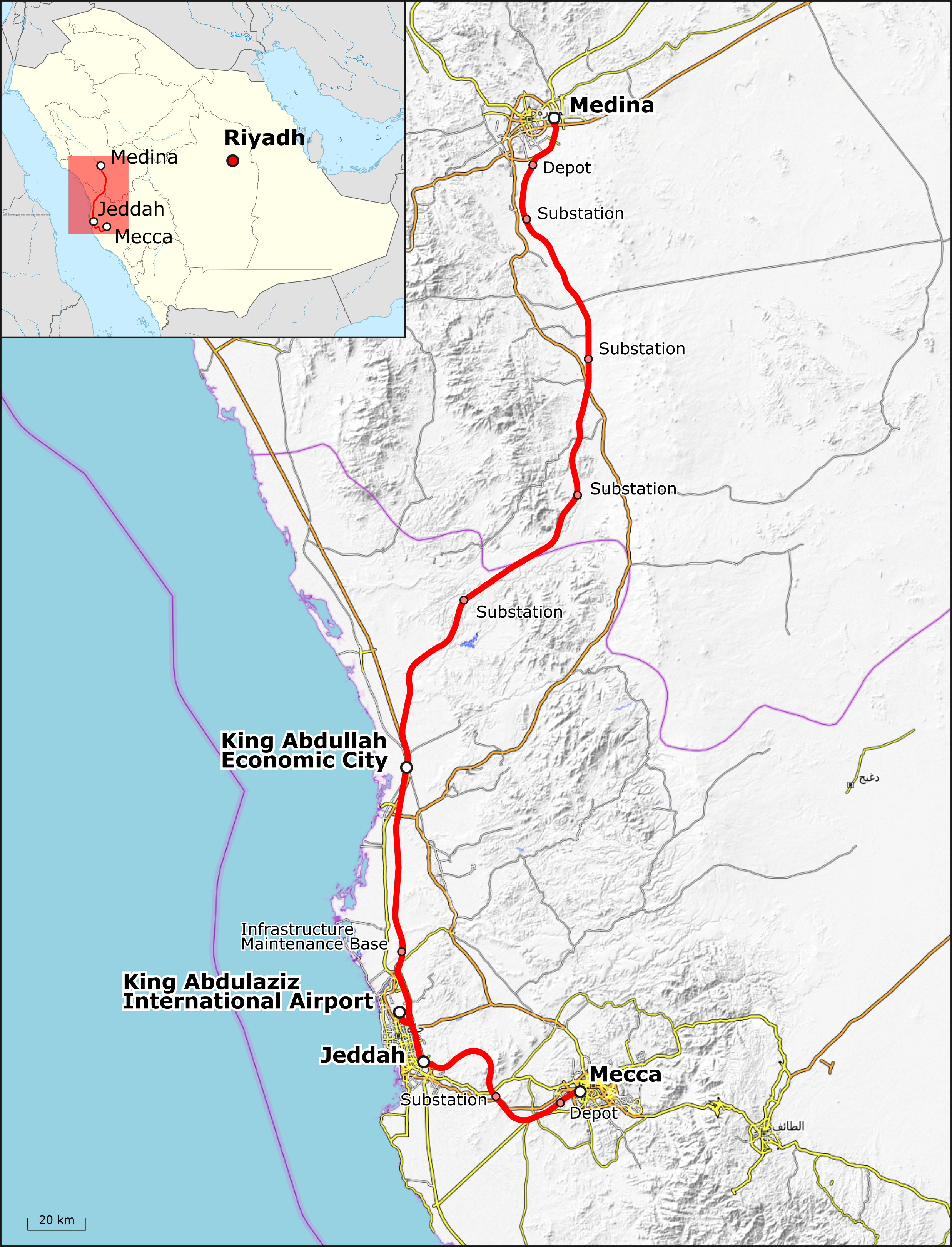
Traject

De Haramain-hogesnelheidslijn (Arabisch قطار الحرمين السريع, afgekort als HHR), is een passagiersspoorweg die de provincies Mekka en Medina in het westen van Saoedi-Arabië bedient. De hoofdlijn van 449,2 km lang verbindt rechtstreeks de islamitische heilige steden Mekka en Medina (gezamenlijk bekend als de Haramain), via Jeddah en de economische stad Koning Abdullah. Een zijlijn van 3,75 km biedt verbindingen naar de internationale luchthaven Koning Abdoel Aziz in Jeddah. De lijn werd op 11 oktober 2018 voor het publiek geopend.
De HHR heeft een servicesnelheid van 300 km/u, waardoor het de eerste hogesnelheidslijn in Saoedi-Arabië is. De bouw begon in maart 2009 en de spoorlijn werd officieel ingehuldigd op 25 september 2018 en op 11 oktober 2018 opengesteld voor het publiek.

## Geschiedenis

### Bouw
De bouw begon in maart 2009 en de voltooiing van het project zou oorspronkelijk in 2012 plaatsvinden. Door de opening in 2018 duurde de voltooiing van de HHR zes jaar langer dan verwacht. De totale kosten bedroegen ongeveer 9,4 miljard dollar.

### Brand in het Al-Sulimaniyah-Jeddah-station 2019
Op 29 september 2019, minder dan een jaar na de opening van de lijn, brak er een enorme brand uit op het Al Sulimaniyah-Jeddah-station in het zuiden van Jeddah, waarbij verschillende mensen gewond raakten en het station volledig werd verwoest. De brandweer had twaalf uur nodig om de brand onder controle te krijgen. De brand was terug te voeren op de vezelversterkte kunststof dakpanelen, hoewel het onbekend is waarom de panelen vlam gevat hebben. Rond het station werd een bypass-lijn aangelegd van 1,5 km om verstoring van de diensten tussen Mekka en Medina te voorkomen.

### COVID-19-opschorting
De HHR-diensten werden op 20 maart 2020 opgeschort vanwege de COVID-19-pandemie. De diensten tussen Mekka en Medina werden hervat op 31 maart 2021.

## Techniek

### Ontwerp
De Saudische Spoorwegorganisatie gaf Dar Al-Handasah de opdracht om het conceptontwerp van het project voor te bereiden. Dar Al-Handasah kreeg ook de opdracht toezicht te houden op de bouw en de HHR te beheren. Hun ontwerp omvatte een cut-and-cover-tunnel, 46 spoorbruggen, 9 wadibruggen, 5 spooronderdoorgangen, 53 voertuigviaducten, 30 voertuigonderdoorgangen, 12 kamelenovergangen, 5 stations en 3 depots.
De dubbelsporige lijn is geëlektrificeerd en heeft een maximale ontwerpsnelheid van 320 km/u of 360 km/u. Treinen zijn echter beperkt tot een topsnelheid van 300 km/u tijdens gebruik. De rit van 77 km van Mekka naar Al-Sulimaniyah-Jeddah duurt 43 minuten met een gemiddelde snelheid van ongeveer 107 km/u, terwijl de rit van 449 km tussen de twee uiteinden, Mekka en Medina, ongeveer 2 uur duurt. Het spoor, het rollend materieel en de stations zijn ontworpen om temperaturen van 0 tot 50 graden Celsius te weerstaan. Verwacht werd dat de HHR 60 miljoen passagiers per jaar zou vervoeren in 35 treinen, met een capaciteit van 417 zitplaatsen per trein.

### Bouw
De bouw werd in twee fasen verdeeld. Het contract ter waarde van 6,79 miljard riyal (US$ 1,81 miljard) voor Pakket 1 van Fase I werd in maart 2009 aan de Al Rajhi Alliantie gegund. De alliantie bestaat uit de Chinese China Railway Construction Corporation, het Franse Bouygues en de Saoedische bedrijven Al Arrab Contracting Company en Al Suwailem Company, in samenwerking met het Saoedische adviesbureau Khatib en Alami en met managementondersteuning van de Britse Scott Wilson Group.
Het tweede pakket van fase I omvatte het ontwerp van de stations Mekka, Medina, Al-Sulimaniyah-Jeddah en Airport-Jeddah en werd in april 2009 toegekend aan Foster and Partners en Buro Happold, voor een prijs van 38 miljoen dollar. In februari 2011 werden de bouwcontracten gegund aan een joint venture tussen Saudi Oger en El Seif Engineering voor beide stations in Jeddah en het KAEC-station, de Saudi Binladin Group voor het Makkah-station en de Turkse Yapı Merkezi voor het Medina-station.
Fase II van het project omvatte onder meer de resterende infrastructuur: spoor, seingeving, telecommunicatie, stroom en elektrificatie. Het omvatte ook de aanschaf van rollend materieel en het onderhoud gedurende twaalf jaar na voltooiing. Vooraf gekwalificeerde consortia voor Fase II waren onder meer de Saudi Binladin Group, het Badr Consortium, de Al-Shoula Group en de Al-Rajhi Alliance, naast het Chinese CSRG . Op 26 oktober 2011 maakte de Saoedische Spoorwegorganisatie bekend dat de Al-Shoula Group, die bestond uit 14 Saoedische en Spaanse bedrijven, waaronder Talgo, Renfe, ADIF, COPASA, Indra Sistemas, Siemens Mobility, OHL en Al Shoula, was gekozen voor de overeenkomst.

### Rollend materieel

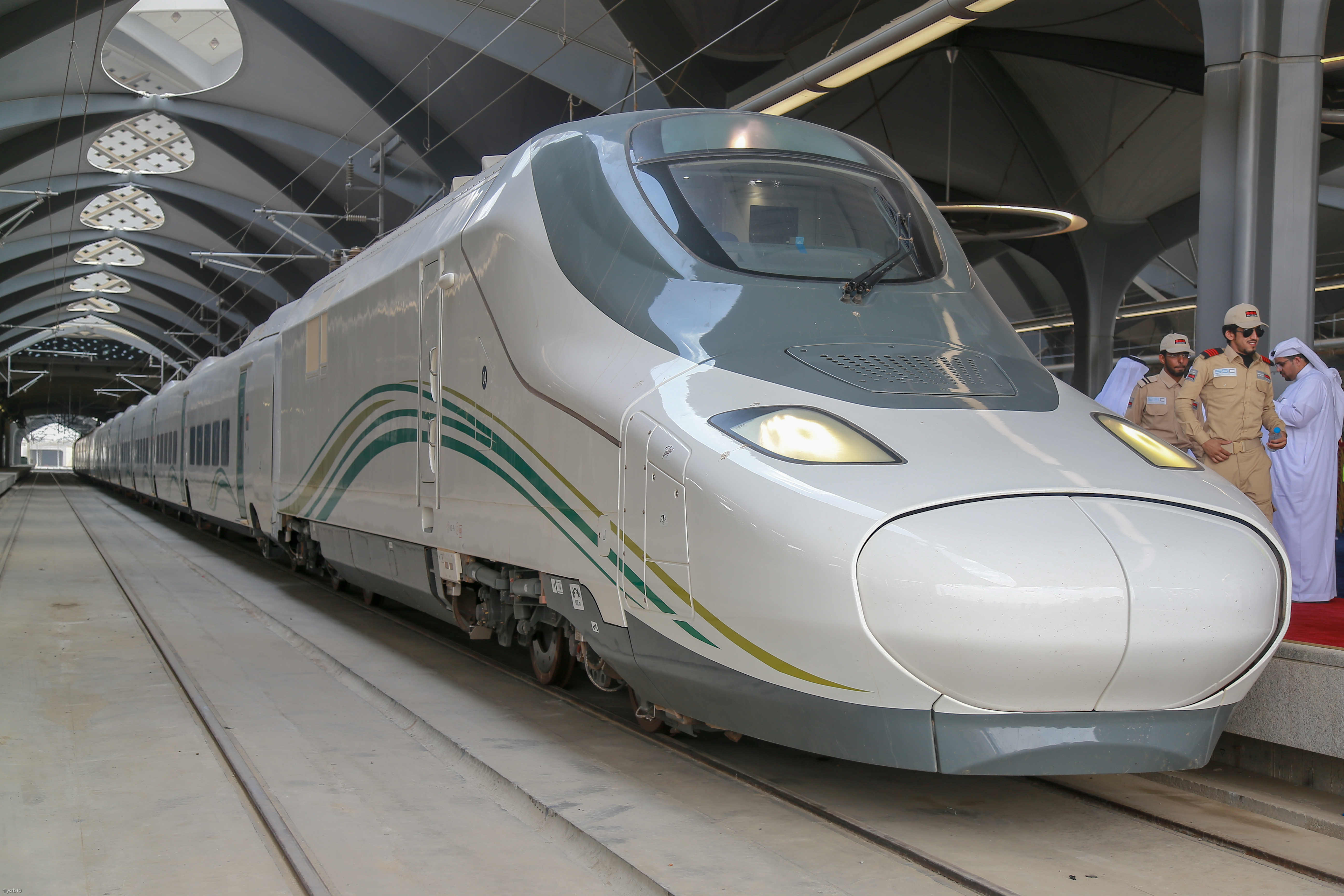
Treinstel

Als onderdeel van het contract voor bouwfase II zou Talgo 35 Renfe Class 102-treinen (op de markt gebracht als Talgo 350) leveren voor een prijs van 1,257 miljard euro, met opties voor nog eens 23 voor 800 miljoen euro. Renfe en Adif zouden de treinen exploiteren en de lijn twaalf jaar lang onderhouden. Uiteindelijk werden 36 Talgo 350 SRO-treinen besteld, waarvan er één was uitgerust met een dubbel hybride touringcarpaar voor maximaal 20 of 30 VIP's. De voortstuwing en draaistellen zijn gemaakt in de Bombardier-fabrieken in Spanje.

### Stations
Er zijn vijf stations op de lijn.
- Medina Station (King Abdulaziz Street-Oost)
- Koning Abdullahstad-station in Rabigh
- Internationale luchthaven Koning Abdulaziz - geopend op 11 december 2019
- Station Jeddah (Al Sulaymaniyah)
- Station Mekka (Rusaiyfah)

Het centraal station van Mekka ligt vlak bij de 3e ringweg, in het district Rusaiyfah, vlak bij de Rusaiyfah-park and ride naar de Grote Moskee. Het centraal station van Jeddah ligt aan Haramain Road, in de wijk Al-Naseem. De spooruitlijnroute bevindt zich op de middenberm van de Haramain-weg. Medina heeft een passagiersstation. Op de internationale luchthaven King Abdulaziz wordt een station gebouwd, verbonden via een zijlijn.
Volgens de Saudische Spoorwegorganisatie zijn de stations "esthetisch iconische" gebouwen met ontwerpen die rekening houden met islamitische architectonische tradities. Ze hebben winkels, restaurants, moskeeën, parkeerplaatsen, een helikopterplatform en VIP-lounges. Stations zijn ontworpen door Buro Happold en Foster and Partners.